# Tezonapa (kommun)
Tezonapa är en kommun i Mexiko.   Den ligger i delstaten Veracruz, i den sydöstra delen av landet, 270 km öster om huvudstaden Mexico City.
Följande samhällen finns i Tezonapa:
- Tezonapa
- Motzorongo
- Presidio
- Laguna Chica
- Xonotla
- Colonia Agrícola Rincón de las Flores
- Pocitos
- Tepecoxtla
- Tepetlampa
- Tilica
- Atlizacuapan
- El Suspiro
- Villa Hermosa
- San Jerónimo Manzanares
- Xocoapa
- El Cedro
- San Bernardo
- El Palmar Campo Agrícola Experimental
- Colonia Agrícola Marco Antonio Muñoz
- San Isidro
- Unión y Progreso
- San José las Lajas
- Las Flores
- Vázquez Vela
- Soyatla
- Vista Hermosa
- La Soledad
- Adolfo López Mateos
- Potrerillo
- San Miguel Tenejapa
- El Mirador
- Libertad Cerro de Agua
- El Aguaje
- El Otate
- Carrizal
- Lomas Verdes
- Agua Escondida
- La Unión
- La Joya
- Colonia Morelos
- Loma Buenavista
- Colonia Agrícola Independencia
- Francisco Villa Segunda Fracción
- Santa Cruz Olintzi
- Juan Pablo II
- Atlipozonia
- Úrsulo Galván
- San Juan
- La Toma
- Colonia el Progreso
- Xometla
- Ojo de Agua Grande
- Cedro Quemado
- Palmarito
- San Gabriel
- Colonia Ignacio Escobar Contreras
- Nicoxcotla
- Ojo de Agua Chico
- Yololtepec
- Colonia Santa María
- Adolfo Ruiz Cortines
- Barrio Nuevo
- Tepetzingo
- Manantiales de los Altos
- Tres Cruces
- Joya Honda
- Xinicuila
- La Victoria
- Colonia Ignacio Allende
- Yohualtepec
- La Pochota
- El Filete